# Jean-Baptiste Nompère de Champagny

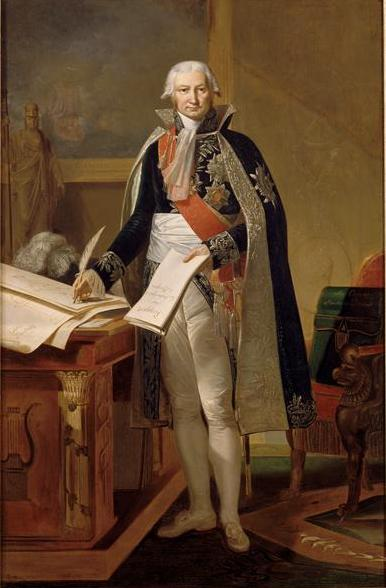
Jean-Baptiste de Nompère de Champagny.

Jean-Baptiste de Nompère de Champagny, primer duque de Cadore (Roanne, 4 de agosto de 1756 – París, 3 de julio de 1834) fue un marino y político francés. Oficial naval, fue elegido diputado de la nobleza en los Estados Generales de 1789. Consejero de Estado y embajador bajo el Consulado, luego fue nombrado ministro del Interior y después ministro de Relaciones Exteriores bajo el Primer Imperio. 

## Biografía
Miembro de una familia noble de Roanne, fue admitido a la edad de 15 años en la Marina Real. En 1775, un examen que aprobó con la mayor distinción le valió el rango de alférez. El joven Nompère participó en la guerra de Independencia de los Estados Unidos. Dejó la marina en 1787. 
El 23 de marzo de 1789 fue elegido diputado de la nobleza en los Estados Generales por el bailliage de Forez (Montbrison). El pueblo de Roanne, que lo tenía en muy alta estima, lo nombró el 23 de julio de 1789 comandante de la guardia burguesa de la localidad. 
Detenido como noble y sospechoso en noviembre de 1793, el Terror lo encarceló durante unos meses. Después de ser liberado se retiró a su "casa de campo" en Saint-Vincent-de-Boisset y continuó manteniéndose alejado de la vida pública hasta el golpe de Estado del 18 de brumario. 
Formó parte del Directorio del departamento del Loira antes de ser llamado a París por el general Napoleón Bonaparte (que estaba al frente del poder ejecutivo como Primer Cónsul), quien lo incorporó al nuevo Consejo de Estado, donde lo adscribió a la sección marina. En junio de 1801 fue nombrado embajador en Viena, cargo que desempeñaría durante cuatro años.
En agosto de 1804 asumió la cartera de Gobernación. Napoleón le confió este importante ministerio ciertamente en aras de colocar al frente de este departamento a una persona dócil de la que no tendría que temer sus veleidades de autonomía. En la apertura de la sesión parlamentaria del año XIII (11 de diciembre de 1804), el nuevo ministro presentó al Cuerpo Legislativo una declaración de la situación del Imperio. Este discurso tuvo por objeto principal la apología de la revolución que acababa de convertir la República en Imperio.
Cuando Talleyrand dejó el ministerio de Relaciones Exteriores en 1807 pasó a ocupar esta cartera. La elección de Napoleón estuvo probablemente dictada por la «debilidad de carácter» de Champagny en quien esperaba encontrar un ministro más dócil que Talleyrand. Cuando Napoleón trató de aprovechar el estado de descomposición de la monarquía española Champagny lo apoyó. Escribió por ejemplo: «es necesario que una mano firme restablezca el orden en su administración [la de España] y evitar la ruina hacia la que [España] marcha a pasos agigantados». Así, en su calidad de ministro, concluyó el tratado del 5 de mayo de 1808 por el que el rey Carlos IV cedía a Napoleón sus derechos a la Corona española en las que serían conocidas como las abdicaciones de Bayona.
El 16 de abril de 1811, Champagny, que gozaba de la amistad del emperador Alejandro I de Rusia, tuvo que renunciar a su cartera a pesar del celo que había mostrado por haber apoyado una política de alianza franco-rusa. No había sospechado las intenciones de Napoleón frente a Rusia ni anticipado la evolución de las ideas del Emperador sobre el tema. Fue nombrado, en compensación, ministro de Estado el 21 de abril de 1811. 
Los últimos meses del Imperio vieron su regreso al primer plano de la vida política. Secretario del Consejo de Regencia, acompañó a la emperatriz María Luisa a Blois y, tras la caída de Napoleón I, llevó una carta de la emperatriz a su padre exigiendo el reconocimiento de Napoleón II. El emperador de Austria se negó, mientras trataba al plenipotenciario como a un viejo amigo. 
El 14 de abril de 1814 no dudó en adherirse a la destitución del Emperador, siendo uno de los primeros que apoyó la restauración de los Borbones, quienes le hicieron entrar, el 4 de junio siguiente, en la Cámara de los Pares y le nombraron contraalmirante. Sin embargo, el regreso de la isla de Elba de Napoleón despertó de nuevo su devoción por el Emperador, quien le restituyó la mayordomía de los dominios de la Corona y lo nombró "par del Imperio".
Tras la derrota napoleónica de Waterloo la segunda Restauración lo devolvió, con gran pesar suyo, a la vida privada. Fue eliminado de la lista de pares por una ordenanza del 24 de julio de 1815 pero inmediatamente presentó a Luis XVIII un memorando justificando su conducta durante los Cien Días, en el que rogaba al rey que le devolviera la dignidad de par de Francia. Lo consiguió cuatro años después, en marzo de 1819. En la Cámara Alta, Champagny votó con la derecha y todavía vivió lo suficiente para prestar juramento al gobierno de julio y continuó sentado en la Cámara de los Pares, en el centro derecha, hasta su muerte en 1834.